# گور (بلژیک)
شهر گور (به فرانسوی: Gavere) در شهرستان گان در استان فلاندری شرقی در منطقه فلاندری در کشور بلژیک واقع شده‌است.